# Jean Sigala
Jean-Marie Sigala (1884-1954) est un prêtre catholique français, professeur de philosophie à Périgueux, et membre fondateur du mouvement de résistance Combat de la Région n°5 (R5) avec Edmond Michelet. Il est déporté à Dachau pour ses activités dans la Résistance.

## Éléments biographiques
L'abbé Jean-Marie Sigala, Edmond Michelet et le duc Gabriel de Choiseul fondent le groupe Combat de Périgueux en octobre 1942. Jean-Marie Sigala est arrêté en plein cours de philosophie en février 1944 par la Gestapo et déporté à Mauthausen puis à Dachau,.
Dans Rue de La Liberté, Edmond Michelet écrit:
"De Mauthausen, voici l'abbé Sigala qui avait été un de mes plus chers compagnons de "Combat" en Dordogne. En l'apercevant dans la salle de douche, je lui rappelai par quelle apostrophe il m'avait accueilli - trois ans plus tôt - lorsque j'étais allé le "contacter" dans sa chambre de professeur de philosophie au Collège Saint-Joseph de Périgueux. Il m'avait répondu, en se jetant dans mes bras :

- Enfin ! Il y a dix-huit mois que je vous attends !

L' abbé Sigala, ancien officier de l'autre guerre, était, comme quelques autres, un de ces combattants bleu horizon qui refusaient la défaite, malgré la caution du vainqueur de Verdun. Pour le quart d'heure, je veux lui rendre la politesse ;
- Et moi aussi, il y a maintenant dix-huit mois que je vous attends.

Dix-huit mois ! Comme ils avaient été longs ! Ils me semblaient ne vouloir jamais finir. Les peupliers de la Lagerstrasse s'étaient pour la seconde fois, teintés de jaune pâle ; les appels du matin et du soir se déroulaient suivant les mêmes rites sur la même place, devant les mêmes bâtiments sur les toits desquels se détachaient toujours cynique, mauvaise, en larges caractères gothiques, la même décourageante formule :- Es gibt ein weg zur Freiheit."